# John de Wit
John de Wit (nascido em 1947) foi arquidiácono do noroeste da Europa de 2008 a 2012.
de Wit foi educado no Oriel College, Oxford e Westcott House, Cambridge. Depois de uma curadoria na Igreja de Cristo, Quinton, foi Vigário de Solihull. Ele então serviu no Kings Heath, Hampton em Arden e Utrecht.